# Acidente do Embraer EMB-110 prefixo PT-SEA em 2009
A queda do Embraer Bandeirante PT-SEA ocorreu no dia 7 de fevereiro de 2009 quando um avião modelo Bandeirante caiu no município amazonense de Manacapuru. O avião decolou de Coari e, cerca de uma hora depois, caiu no Rio Manacapuru, por volta de 16h (horário de Brasília). Segundo o Comando da Aeronáutica, o avião desapareceu dos radares do controle aéreo a 20 minutos de chegar a Manaus. O Comando da Aeronáutica informou que vai apurar as causas do ocorrido.

## Causas
O Centro de Investigação e Prevenção de Acidente Aeronáuticos (Cenipa) enviou técnicos para o local. Eles devem realizar perícia e definir as causas de acidente. Segundo técnicos da organização, um relatório preliminar sobre as causas do acidente deve ser concluído em dez dias. Serão ouvidos ainda os quatro sobreviventes do desastre.

### Investigação
O motor e os componentes do avião chegaram de balsa a Manaus para mais averiguações dos peritos do Cenipa. A proprietária do avião e responsável pelo transporte informou que também está trazendo a carcaça da aeronave, para ser desmontada e mandada para reciclagem. Segundo a empresa, ao chegar na capital amazonense, a carcaça foi levada para um hangar e motor e componentes serão entregues ao Cenipa.
A Agência Nacional de Aviação Civil (Anac) informou no dia 9 de fevereiro, por meio de nota, que abriu processo administrativo para averiguar as condições de segurança operacional da empresa. A investigação duraria entre um e seis meses, dependendo das dificuldades encontradas na averiguação. Segundo a nota, a última auditoria na companhia de táxi aéreo foi realizada em novembro de 2008. Na ocasião, os inspetores da agência não encontraram nenhuma irregularidade que comprometesse as operações da empresa. Ainda de acordo com a Anac, não havia registro de acidente com qualquer um de seus seis aviões, cadastrados junto à agência.

### Resposta da empresa
O vice-presidente da empresa, negou que a aeronave tenha decolado com mais peso do que a capacidade máxima, pois excederia o PMD (peso máximo de decolagem), e a aeronave dificilmente levantaria voo na pista de Coari. Apesar de descartar que a aeronave estivesse com mais peso, Marcos admitiu que ela voava acima da lotação máxima, mesmo espantado, visto este não ser um procedimento padrão, onde nas cidades em que não há representantes da empresa, o próprio tripulante tem autonomia para desembarcar passageiros e negar-se a "voar" se suspeitar de qualquer excesso. Ele disse, porém que o excedente era composto por crianças de colo, que possuem pesos mínimos o que pode ter levado em erro a interpretação da tripulação.
Marcos Salientou também a falta de infraestrutura nos aeroportos no interior do Amazonas, onde tem lugares que pessoas chegam a se esconder na aeronave para serem removidas para a capital, "falta segurança aeroportuária, que seria compromisso das Prefeituras locais em administra-los. A Infraero, deveria formar gestores para ajudar nessa operacionalização, com certeza diminuiria consideravelmente incidentes e acidentes na região" frisou.
Marcos disse que o avião Bandeirantes foi fretado por uma outra empresa de táxi aéreo que sublocou para uma agência de turismo, e, por isso, sua empresa não tinha como controlar a quantidade de pessoas (que caberia à agência, que fica responsável por vender os lugares, porém dentro dos limites permitidos).

## Sobreviventes
Quatro pessoas sobreviveram, dentre elas um menino de nove anos. Depois de resgatadas, as vítimas contaram que houve uma pane no motor turboélice esquerdo do avião, que fez a aeronave perder altitude rapidamente e cair no rio.
Eles conseguiram escapar pela saída de emergência, já que estavam sentados na parte traseira da aeronave, contudo, os outros passageiros ficaram presos e não conseguiram evacuar à tempo, morrendo afogados.

## Enterro das vítimas
A maioria da população da cidade acompanhou o enterro de 22 das 24 vítimas do acidente, 18 delas pertenciam à mesma família. A multidão se reuniu no ginásio Geraldo Grangeiro e Natanael Brasil e seguiu em cortejo para o Cemitério Santa Terezinha, onde foram enterradas as vítimas.

### Piloto
O corpo do piloto César Leonel Grieger, 47 anos, foi sepultado na manhã de 9 de fevereiro. O velório ocorreu em uma funerária de Manaus, onde ele morava. Durante todo o dia, vários colegas de profissão chegavam para dar o último adeus. Grieger tinha mais de 26 anos de experiência.
No velório, o comentário unânime entre os colegas pilotos era de descrença do fato e dúvida sobre o que poderia ter causado o acidente. "Quem trabalha na aviação sabe que é uma das profissões de maior risco, a gente sabe disso. Mas quando se perde um colega dessa maneira o sentimento não pode ser outro que nem o de tristeza", disse um piloto que não quis ser identificado. No aeroporto Eduardo Gomes, em Manaus, os comentários das pessoas que conheciam o comandante Grieger demonstravam também a dúvida sobre o que aconteceu. "Eu também estou ansioso para saber porque tinha tanta gente no avião. O comandante era altamente rígido com as normas de segurança", disse o secretário de defesa civil de Coari. Ele alertou a falta de fiscalização das aeronaves que fazem voos regionais no interior do estado. "Essa coisa de interior tem de se definir. Tem que ter ordem! Às vezes entra um, entra outro, é tipo lotação de ônibus. Com relação à lotação, vai botando gente, botando gente. Só que com aviação não se brinca", completou ele.